# Proyecto Vega
Vega es el nombre de un proyecto para la creación de depósitos de gas natural por medio de detonaciones nucleares subterráneas, que se llevó a cabo en el óblast de Astraján, actual Rusia, entre los años 1980 y 1984. Se realizaron un total de 15 detonaciones de bombas con potencias de 3,2 hasta 13,5 kilotones. En la actualidad no se está dando un uso adecuado a las cámaras subterráneas y se encuentran en estado de pre-emergencia de derrumbe, lo que ha provocado críticas de los ambientalistas.
Al igual que con los experimentos "Magistral" y "Sapfir", llevados a cabo a principio de los 70 en la región de Oremburgo, el gobierno soviético decidió poner en marcha un proyecto para crear domos de sal a modo de depósitos por medio de explosiones nucleares cerca de los yacimientos de gas en Astrakhán. La mayoría de ellos serían destinados a ser usados como depósitos de gas licuado e hidrocarburos ligeros, y otros dos para purgar los pozos de producción de gas. A efecto de esto, entre 1980 y 1984 se detonaron 15 bombas nucleares a 40-50 km de Astrakhán, a una profundidad de 1 km. Según los cálculos, los límites de las cavidades generadas por las explosiones estaban vidriosos, pero en algunos de ellos entró agua, que disolvió los desechos radiactivos y finalmente emergió a la superficie. En junio de 1991 salmuera radiactiva se fugó a través de la válvula de refuerzo del pozo n°5.